# Harry F. Sinclair

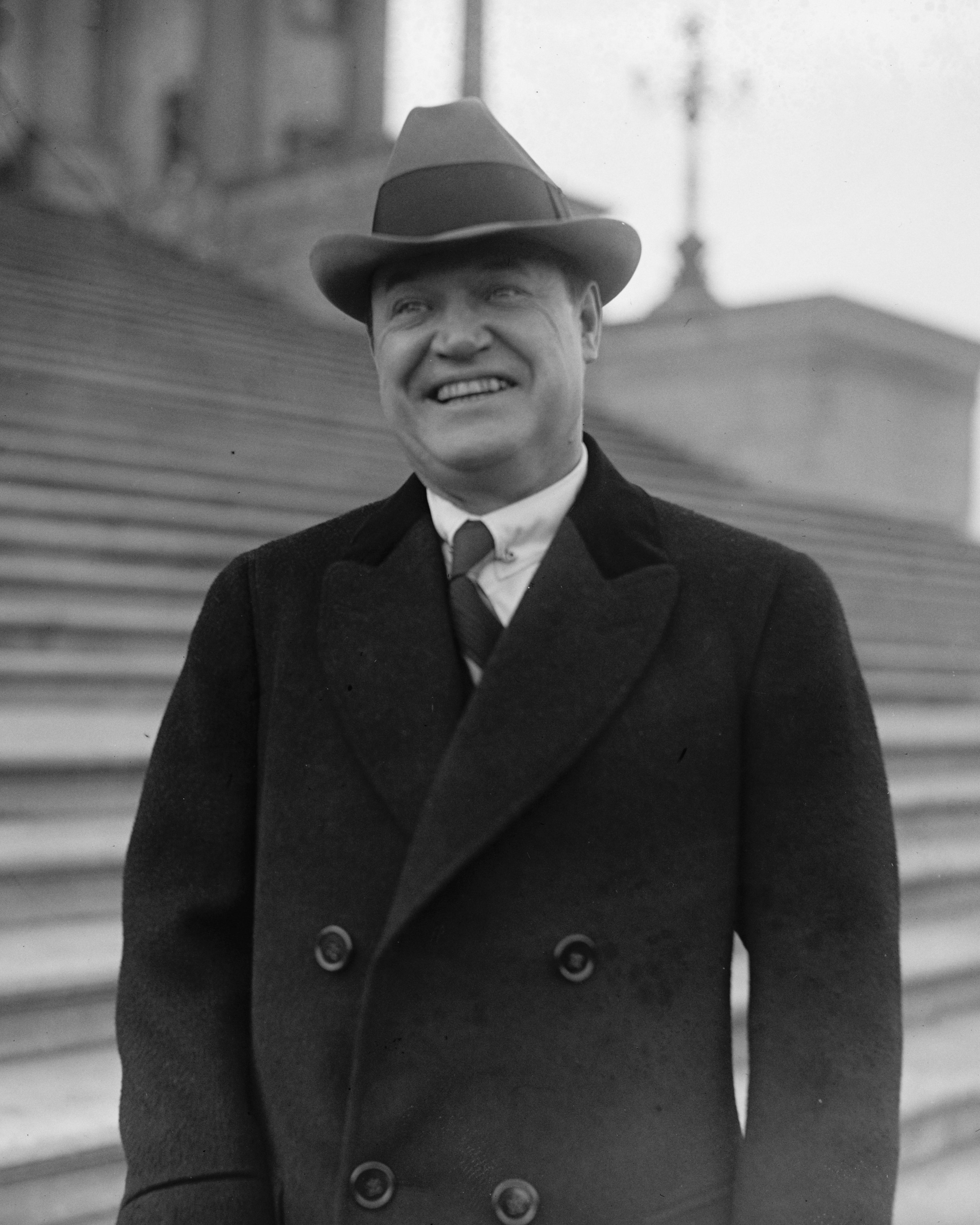
Harry F. Sinclair

Harry F. Sinclair (ur. 6 lipca 1876, zm. 10 listopada 1956) – amerykański przemysłowiec, właściciel Mammoth Oil Company, zamieszany w słynną aferę Teapot Dome.